# Pat Cox
Pat Cox (Dublin, 28 november 1952) is een Iers politicus en een voormalig journalist en televisiepresentator. Hij was voorzitter van het Europees Parlement van 2002 tot 2004. In 2005 ontving hij de Internationale Karelsprijs in Aken. Hij is Grootkruis in de Orde van de Ster van Roemenië.
- Gemeinsame Normdatei: 12952428X
- International Standard Name Identifier: 0000 0000 7020 1335
- Library of Congress Control Number: nb2011011265
- Nationale Bibliotheek van Tsjechië: xx0279786
- Virtual International Authority File: 280228185
- WorldCat: E39PBJfCxjCRQ9yVyPqxdWK8G3